# Нілівілл (Міссурі)
Нілівілл (англ. Neelyville) — місто (англ. city) в США, в окрузі Батлер штату Міссурі. Населення — 318 осіб (2020).

## Географія
Нілівілл розташований за координатами 36°33′23″ пн. ш. 90°30′49″ зх. д. / 36.55639° пн. ш. 90.51361° зх. д. (36.556292, -90.513676).  За даними Бюро перепису населення США в 2010 році місто мало площу 2,98 км², уся площа — суходіл.

## Демографія
Згідно з переписом 2010 року, у місті мешкали 483 особи в 181 домогосподарстві у складі 120 родин. Густота населення становила 162 особи/км².  Було 213 помешкання (72/км²).
Расовий склад населення:
| - 82,8 % — білих - 12,4 % — чорних або афроамериканців - 0,8 % — корінних американців - 0,4 % — азіатів |

До двох чи більше рас належало 3,5 %. Частка іспаномовних становила 0,4 % від усіх жителів.
За віковим діапазоном населення розподілялося таким чином: 32,3 % — особи молодші 18 років, 54,4 % — особи у віці 18—64 років, 13,3 % — особи у віці 65 років та старші. Медіана віку мешканця становила 33,9 року. На 100 осіб жіночої статі у місті припадало 108,2 чоловіків;  на 100 жінок у віці від 18 років та старших — 92,4 чоловіків також старших 18 років.
Середній дохід на одне домашнє господарство  становив 35 839 доларів США (медіана — 23 750), а середній дохід на одну сім'ю — 40 998 доларів (медіана — 31 250). Медіана доходів становила 35 625 доларів для чоловіків та 32 083 долари для жінок. За межею бідності перебувало 44,4 % осіб, у тому числі 58,1 % дітей у віці до 18 років та 17,5 % осіб у віці 65 років та старших.
Цивільне працевлаштоване населення становило 160 осіб. Основні галузі зайнятості: освіта, охорона здоров'я та соціальна допомога — 41,3 %, роздрібна торгівля — 15,0 %, сільське господарство, лісництво, риболовля — 13,8 %.